# كأس الأمير 2011–12
كأس أمير الكويت لموسم 2011/2012 هي النسخة 49 من بطولة كأس الأمير التي فاز بها نادي القادسية.
استطاع نادي القادسية الفوز على نادي كاظمة بالمباراة بنتيجة 1-0 سجله اللاعب المحترف السوري عمر السومة بالدقيقة 45 من عمر الشوط الأول. و يحصل نادي القادسية على اللقب الرابع عشر في تاريخه.